# وخز الأصابع
وخز الأصابع (بالإنجليزية: By the Pricking of My Thumbs) هي رواية للكاتبة الإنجليزية أجاثا كريستي نُشِرَت لأول مرة في نوفمبر 1968  وفي الولايات المتحدة في العام الموالي. وتتميز هذه الرواية بظهور الآنسة ماربل وتومي وتوبينس. يأتي عنوان الكتاب من الفصل الرابع، المشهد الأول من مسرحية ويليام شكسبير «مكبث»، عندما تقول الساحرة الثانية:
«عن طريق وخز إبهامي، تأتي أشياء شريرة».

## الأهمية الأدبية واستقبال الرواية
«إن الرواية موجهة للعديد من القراء في هذا البلد والدول الأخرى الذين يكتبون إليَّ يسألون: ماذا حدث لتومي وتوبنس؟ ماذا يفعلون الآن؟»
اعترف فرانسيس إيليس (أنتوني بيركلي كوكس) في عدد جريدة الغارديان الصادر في 13 ديسمبر عام 1968 بأنه: «إنها قصة مثيرة وليست قصة بوليسية، ولا يوجد حاجة لنصفها بأنها صريحة أو مشوّقة، ولكن يمكن لأي شخص أن يكتب فيلمًا مثيرًا (حسنًا، أي شخص تقريبًا)، في حين أن أغاثا كريستي الحقيقية يمكن أن يكتبها شخص واحد فقط».
قالت موريس ريتشاردسون في ذي أوبزرفر في 17 نوفمبر عام 1968 «ليست أفضل ما لديها على الرغم من أنها تحتوي على آثار من شمقها وهالتها المميزة ».
قال روبرت بارنارد إن هذه الرواية «تبدأ بشكل جيد جدًا، مع عمة تومي العجوز الشريرة في منزل كبار للسن، لكنها تنحسر بسرعة إلى مجموعة من المؤامرات غير المحققة، ومجموعة كبيرة من تلك المحادثات، المألوفة في كل كتابات كريستي الأخيرة، التي تتصف بعدم الاتساق، والتكرار، وعدم جدوى لا تنتهي في أي مكان (كما لو كانت قد جلست عند أقدام صموئيل بيكيت)». واختتم تقييمه السلبي للحبكة بقوله أنها «تجعل المرء يقدّر عدد الحوارات القليل في جميع النقاط، أو على الأقل في النقاط الممكنة في بداية عمل كريستي هذا».

## الترجمة العربية
- وخز الأصابع
- جريمة فنية - ترجمة عمر عبد العزيز أمين - دار ميوزيك للطبع والنشر. وتحمل الرواية الرقم (18) ضمن السلسلة.[4]